# Colour Index International
Colour Index International a Festékipari Társaság (Society of Dyers and Colourists), valamint a  Textilvegyészek és Festők Amerikai Egyesületének (American Association of Textile Chemists and Colorists) társult kiadványa, amelyet 1925-ben hoztak létre, és jelen van az Interneten is. A Colour Index referencia adatbázisként szolgál a színes gyártmányok, a festékipar, a fogyasztók; a művészek, belsőépítészek és az ipari formatervezők számára. (Az említett elnevezések amerikai eredetűek, ezért a szó helyesírása: color)
A színezékek (festékek és pigmentek egyaránt) az eredeti megnevezés (Colour Index Generic Names) és a lajstromszám (Colour Index Constitution Numbers) szerint rendezve kereshetőek. Braziliában és másutt C.I. rövidítéssel jelölik, mint például C.I. 15510 (néha CL, ha az I betűt tévesen kis "L"-nek értelmezik). Mindegyik terméknél megtalálható a gyártó és a kereskedő neve, a termék megjelenési formája, felhasználási lehetőségei, és egyéb információk.
Gyártók és felhasználók számára olyan osztályozási rendszert képeztek, amely tartalmazza a történeti, tulajdonsági és elnevezési hagyományokat – termékre és annak színére egyaránt.

## Colour index számozási rendszer
A Colour Index számozást a kémiai funkciós csoport szerint rendezték.
| Funkciós csoport                       | számtartomány         | Kategória                       |
| -------------------------------------- | --------------------- | ------------------------------- |
| Nitrozovegyületek                      | 10000-10299           |                                 |
| Nitrovegyületek                        | 10300-10999           |                                 |
| Monoazo vegyületek                     | 11000-19999           | Kategória:Azofestékek           |
| Diazo vegyületek                       | 20000-29999           | Kategória:Azofestékek           |
| Triazo vegyületek                      | 30000-30499           |                                 |
| Poliazo vegyületek                     | 30500-36999           |                                 |
| Azoik vegyületek                       | 37000-39999           |                                 |
| Sztilbén                               | 40000-40799           |                                 |
| Karotenoid vegyületek                  | 40800-40999           |                                 |
| Difenilmetán                           | 41000-41999           | Kategória:Diaril-metán festékek |
| Triarilmetán                           | 42000-44999           | Kategória:Triarilmetán festékek |
| Xantén                                 | 45000-45999           |                                 |
| Akridin                                | 46000-46999           | Kategória:Acridin festékek      |
| Kinolin                                | 47000-47999           | Kategória:Kinolin festékek      |
| Metincsoport                           | 48000-48999           |                                 |
| Tiazol                                 | 49000-49399           | Kategória:Tiazol festékek       |
| Indamin                                | 49400-49699           |                                 |
| Indofenol                              | 49700-49999           | Kategória:Indofenol festékek    |
| Azin                                   | 50000-50999           | Kategória:Azin festékek         |
| Oxazin                                 | 51000-51999           | Kategória:Oxazin festékek       |
| Tiazin                                 | 52000-52999           | Kategória:Tiazin festékek       |
| Kén                                    | 53000-54999           | Kategória:Kénvegyületek         |
| Lakton                                 | 55000-55999           |                                 |
| Aminoketon                             | 56000-56999           |                                 |
| Hidroxiketon                           | 57000-57999           |                                 |
| Antrakinon                             | 58000-72999           | Kategória:Antrakinon festékek   |
| Indigó (nitrogén vegyületei)           | 73000-73215           |                                 |
| Tioindigó (kénvegyületei)              | 73300- 73425          |                                 |
| Indol-tionaftalin                      | 73595-73685           |                                 |
| Ftalocianin                            | 74000-74999           | Kategória:Phthalocyaninok       |
| Természetes eredetű szerves színezékek | 75000-75999           |                                 |
| Oxidációs bázisú                       | 76000-76999           |                                 |
| Szervetlen pigmentek                   | 77000-77999           | Kategória:Szervetlen pigmentek  |
| Közbenső indexek                       | (változó számozásúak) |                                 |

A festékek vízben oldhatóak, a pigmentek csak szerves oldószerben.

## Colour Index csoportok
- Savanyú
- Bázikus
- Diszperz
- Természetes festékek és pigmentek
- Élelmiszerszínezékek[2]
- Bőrfestékek
- Kénszármazékok (kromofor)
- Ingrain (kémiai kötéssel, irreverzibilis)
- Reaktív
- Azin diazo festékek
- Azin komplexek
- Oxidációs bázisú
- Optikai fehérítők
- Redukáló adalékok

## Üvegek színezékei
| vegyület                             | szín              |
| ------------------------------------ | ----------------- |
| vasoxid                              | zöld, barna       |
| mangánoxid                           | ámbra, ametiszt   |
| kobaltoxid                           | mélykék           |
| aranyklorid                          | rubinpiros        |
| szelénvegyületek                     | vörös             |
| szén oxidjai                         | ámbra, barna      |
| mangán, kobalt, vasoxid, antimonoxid | fehér             |
| urániumoxid                          | fénylő sárgászöld |
| kénvegyületek                        | ámbra, barna      |
| rézvegyületek                        | világoskék, piros |
| ónvegyületek                         | fehér             |
| ólom és antimon                      | sárga             |

Üvegek ipari színezékei több változatban is láthatóak

## További információ
- en:List of dyes